# ترزا ولد
ترزا ولد (انگلیسی: Theresa Weld; ۲۱ اوت ۱۸۹۳ – ۱۲ مارس ۱۹۷۸) اسکیت‌باز نمایشی اهل ایالات متحده آمریکا بود.